# Hemistola veneta
Hemistola veneta är en fjärilsart som beskrevs av Butler 1879. Hemistola veneta ingår i släktet Hemistola och familjen mätare. Inga underarter finns listade i Catalogue of Life.